# Halophila johnstoniae
Halophila johnstoniae är en mossdjursart som först beskrevs av Gray 1843.  Halophila johnstoniae ingår i släktet Halophila och familjen Bugulidae. Inga underarter finns listade i Catalogue of Life.